# Mordellistena texana
Mordellistena texana är en skalbaggsart som beskrevs av Smith 1882. Mordellistena texana ingår i släktet Mordellistena och familjen tornbaggar. Inga underarter finns listade i Catalogue of Life.